# 维勒·亚拉斯托

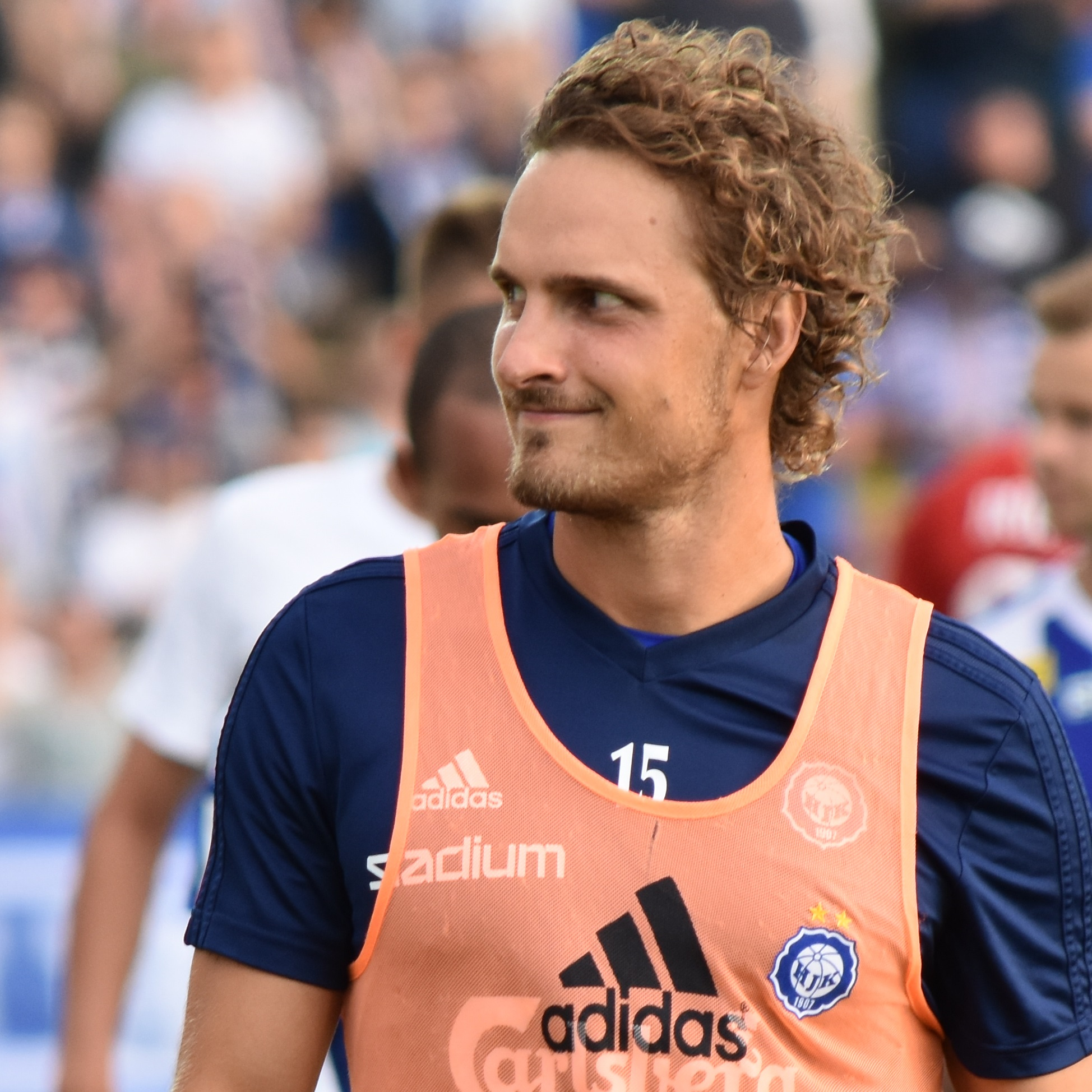
亚拉斯托于2018年

维勒·亚拉斯托（芬蘭語：Ville Jalasto；1986年4月19日—）是一位芬蘭足球運動員。在場上的位置是後衛。他現在效力於挪威足球超級聯賽球隊史達比克足球俱樂部。他也代表芬蘭國家足球隊參賽。